# Станіслав Ліц
Станіслав Ліц Т. І. (пол. Stanisław Lic; 4 жовтня 1862, Лежайськ — 27 січня 1935, Каліш) — польський церковний діяч німецького походження, священник-єзуїт, проповідник, педагог, провідник Марійських товариств, перший настоятель резиденції при костелі св. Франциска Ксаверія в Пйотркові Трибунальському. Як настоятель василіянських монастирів у Бучачі і Кристинополі брав участь у проведені Добромильської реформи.

## Життєпис
На новіціат вступив 9 серпня 1879 року в Старій Весі, вивчав філософію в Кракові (1884–1885) і Хирові (1885–1887), богослов'я в Кракові (1889–1893). Священничі свячення отримав 26 червня 1892 року в Кракові з рук кардинала Альбіна Дунаєвського.
Після закінчення богословських студій (1893) розпочав викладацьку діяльність у Краківській єзуїтській колегії, яка тривала до призначення його настоятелем василіянського монастиря в Бучачі (1897). Тут служив до 1898 року, коли отримав призначення на аналогічну посаду в Кристинопільському монастирі (до 1900 року), де також викладав догматичне богослов'я студентам-василіянам. У 1900–1905 роках був ректором у Старій Весі, а в 1908–1912 роках — настоятелем Краківської резиденції. Потім був віце-ректором у Чеховіцах (1916–1918), настоятелем у Пйотркові Трибунальському (1918–1920), Любліні (1922–1926) і Лодзі (1926–1927), ректором у Вільно (1927–1929) і знову настоятелем Люблінської резиденції (1929–1934).
Помер у Каліші 27 січня 1935 року.